# Gefecht bei Hundheim
Dermbach/Rossdorf/Zella/Wiesenthal – Kissingen/Hammelburg – Laufach/Frohnhofen – Aschaffenburg – Hundheim – Tauberbischofsheim – Werbach – Helmstadt/Uettingen – Gerchsheim – Uettingen/Roßbrunn/Hettstadt
Das Gefecht bei Hundheim fand während des Deutschen Krieges im Rahmen des Mainfeldzugs am 23. Juli 1866 zwischen der preußischen Allianz und der deutschen Bundesarmee statt.

## Vorgeschichte
Nach seinem Einmarsch in Frankfurt wurde der Befehlshaber der preußischen Mainarmee Vogel von Falckenstein abberufen und durch Edwin von Manteuffel ersetzt. Außerdem wurde die Armee auf 60.000 Mann verstärkt. Nach Überschreitung des Odenwalds kam es bis zum 24. Juli zu Gefechten mit badischen, hessischen und württembergischen Verbänden des VIII. Korps der Bundesarmee an der Tauber.
Das aus vier Divisionen bestehende VIII. Bundeskorps unter dem Befehl von Alexander von Hessen-Darmstadt verteilte sich am Tag des Gefechts auf folgende Orte:
1. (württembergische) Division bei Tauberbischofsheim unter Generalleutnant Oskar von Hardegg mit nach Külsheim-Wolferstetten vorgeschobenen Brigade Hegelmaier
2. (badische) Division auf dem rechten Flügel bei Hundheim unter Generalleutnant Prinz Wilhelm von Baden
3. (großherzoglich hessische) Division bei Hardheim und Schweinberg unter Generalleutnant von Perglas
4. (österreichisch-nassauische) Division auf dem linken Flügel bei Külsheim unter Feldmarschall-Leutnant Erwin von Neipperg

Das VII. Armee-Korps der Bundesarmee wurde durch die Bayerische Armee gebildet. Dieses Korps unter dem Prinzen Karl von Bayern befand sich im Raum Würzburg. Karl von Bayern war zugleich Oberbefehlshaber der Bundestruppen in Süddeutschland (= Westdeutsche Armee) und es war das Ziel die beiden Bundeskorps zusammen gegen die preußische Mainarmee in die Schlacht zu führen.
Die preußische Mainarmee bestand aus drei Divisionen unter Edwin von Manteuffel
- 13. Infanterie-Division unter Generalleutnant August Karl von Goeben – Vorstoß auf Amorbach
- kombinierte Division unter Generalmajor Gustav Friedrich von Beyer – Vorstoß auf Miltenberg
- kombinierte Division unter Generalmajor Eduard Moritz von Flies – Vorstoß auf Nassig und Hundheim

## Beteiligte Verbände
Bei diesem lokalen Gefecht am 23. Juli 1866 (etwa drei Wochen nach der kriegsentscheidenden Schlacht bei Königgrätz) bei Hundheim begegnete das Infanterieregiment Sachsen-Coburg-Gotha der kombinierten preußischen Division Flies unter Befehl von Oberst Hermann von Fabeck, der badischen Division unter dem Kommando von Prinz Wilhelm von Baden.
Das Infanterieregiment Sachsen-Coburg-Gotha verfügte über zwei Infanteriebataillone. Unterstützung erhielt die Brigade durch eine Eskadron des magdeburgischen Dragonerregiments Nr. 6 und zwei Geschütze, so dass ca. 1300 Mann zum Einsatz kamen.
Von der badischen Division kam die 1. Infanteriebrigade mit fünf Bataillonen, sowie zwei Artillerieabteilungen zum Einsatz – etwa 4500 Mann.
Ordre de Bataille der beteiligten Verbände in zeitgenössischer Darstellung:

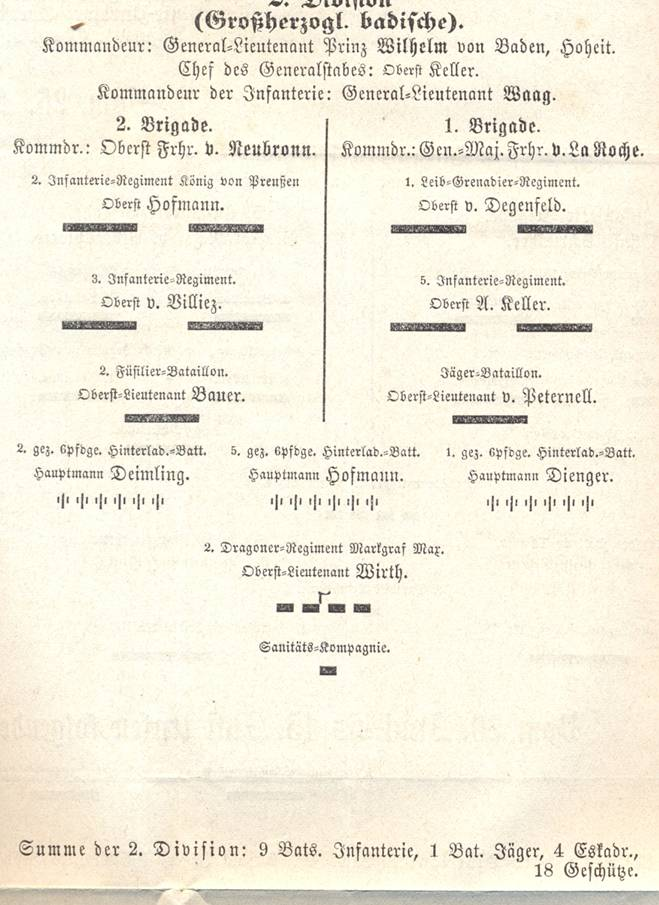
2. (bad.) Division im VIII. Bundes-Armee-Korps 1866
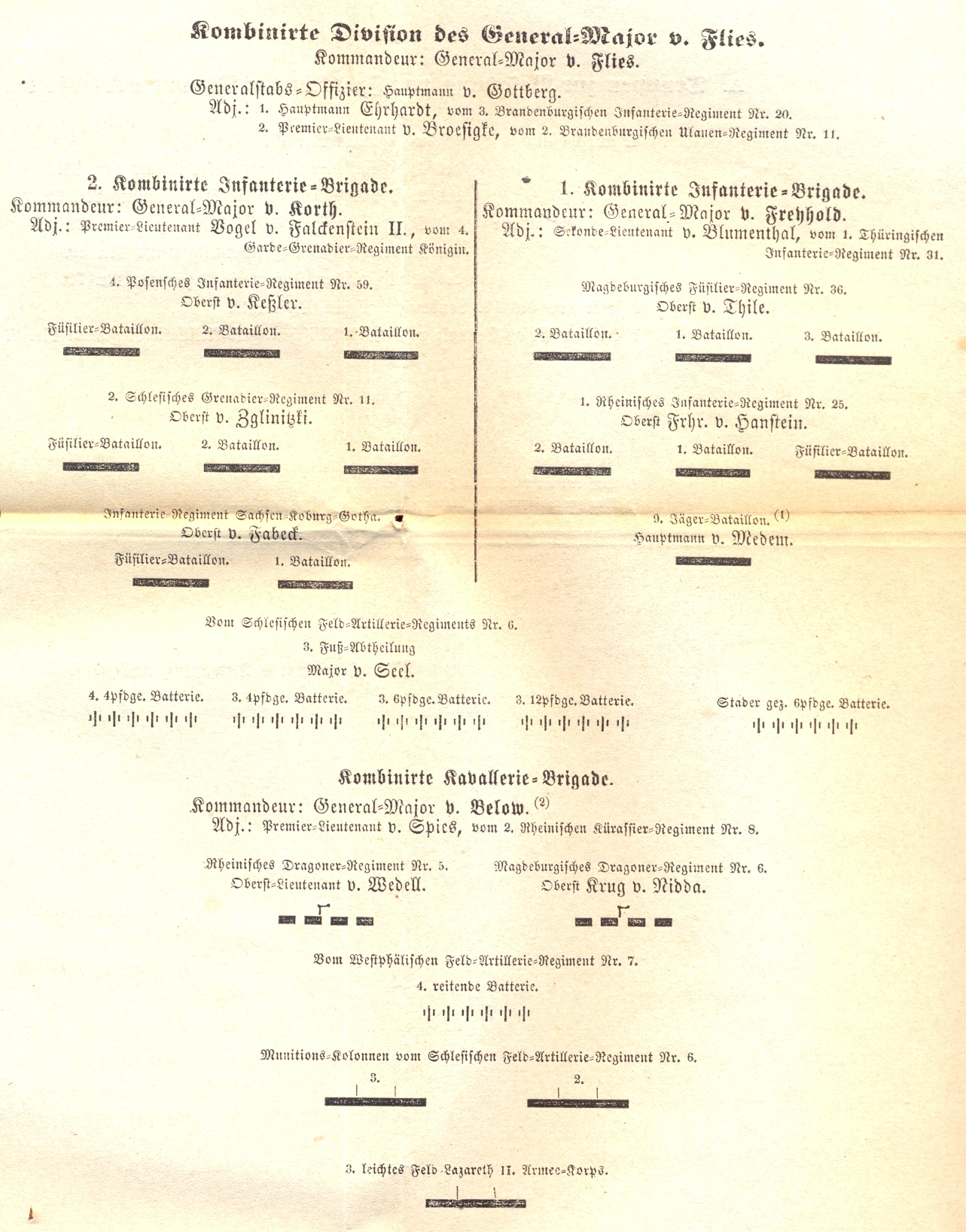
Kombinierte Division Flies in der preußischen Main-Armee 1866

## Ausgangslage
Bereits am Abend des 22. Juli hatte Prinz Wilhelm Vorposten bei Freudenberg und Eichenbühl aufgestellt und Hundheim besetzt. Am 23. Juli rückte die 1. badische Brigade unter Generalmajor Freiherr von La Roche in Hundheim ein. Die 2. Brigade unter Oberst Freiherr von Neubronn stand südlich davon bei Steinbach in Bereitschaft. Kleinere Abteilungen standen bei Wertheim um die Verbindung zum VII. Armeekorps zu halten.
Die kombinierte preußische Division unter Generalmajor Eduard Moritz von Flies stand am 22. Juli bei Laudenbach und rückte am 23. über Miltenberg vor. Ziel war es bis Nassig vorzurücken und die Straße im Maintal zu sichern, während der rechte Flügel Hundheim besetzen sollte.
Zur Bewaffungung der Infanterie ist bekannt, dass die preußisch-coburger Verbände mit dem moderneren Zündnadelgewehr ausgestattet waren, welches bei den badischen Einheiten nicht vorhanden war. Bei den Gründen für den Ausgang der Schlacht bei Königsgrätz hat man bedingt Vorteile bei den neueren Gewehren gesehen.

## Verlauf des Gefechts bei Hundheim

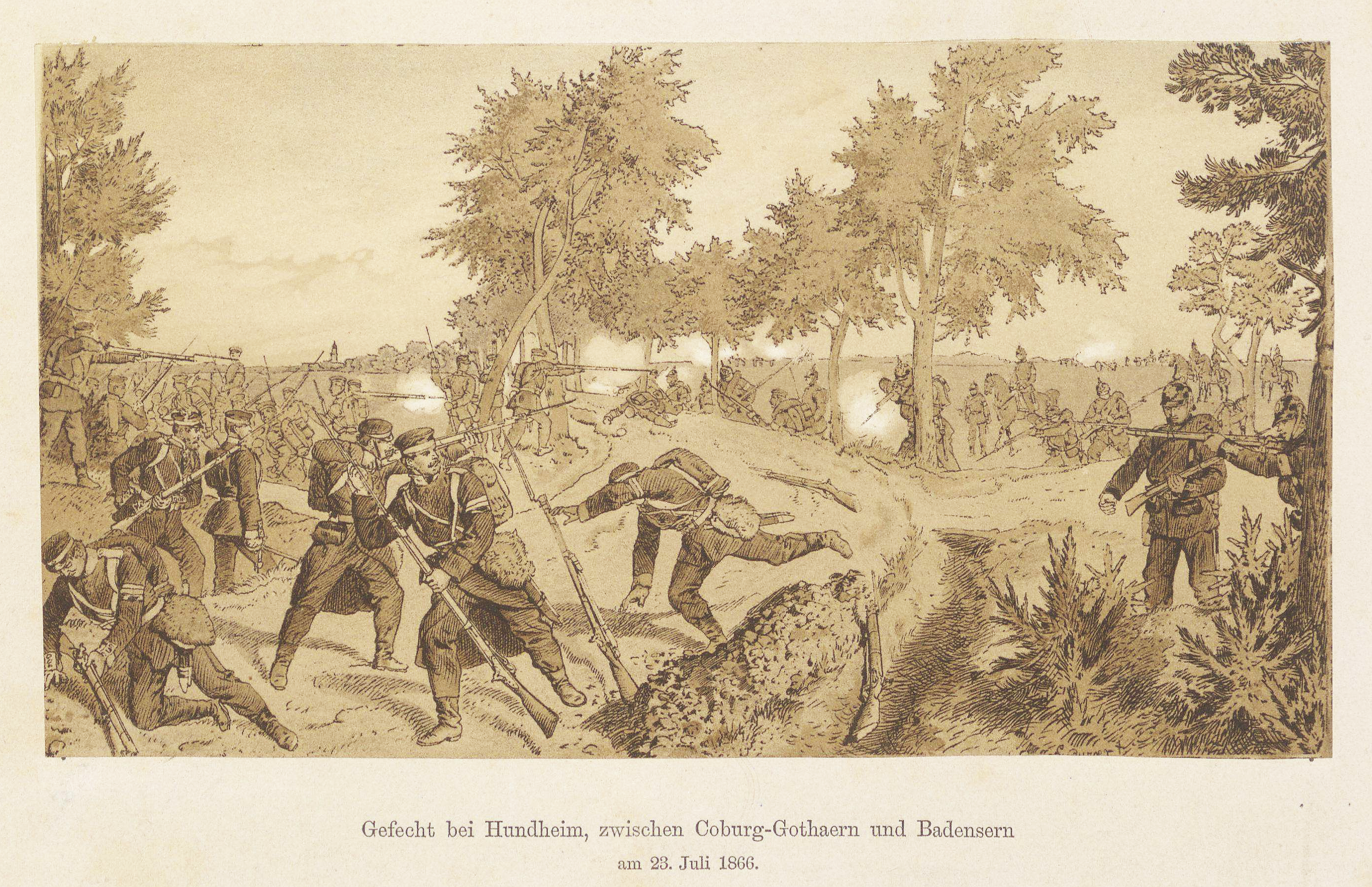
Gefecht bei Hundheim zwischen Coburg-Gothaern und Badensern am 23. Juli 1866

Nachdem La Roche Nachricht vom Vorrücken der Preußen über Miltenberg erhalten hatte, schickte er zwei Kompanien und zwei Geschütze in den Wald beim Tiefentaler Hof (an der Straße nach Neunkirchen) und eine halbe Kompanie nach Sonderriet. Nach 16 Uhr rückte La Roche selbst mit dem 5. Infanterieregiment und dem 2. Bataillon des Grenadierregiments, sowie einer Artillerieabteilung zur Erkundung auf Nassig vor. Auf Höhe Sonderriet bemerkte La Roche die auf Neunkirchen vorrückenden Preußen und wandte sich zurück nach Hundheim. Flies ließ seine Hauptmacht über Sonderriet weiter nach Nassig marschieren. Oberst Fabeck sollte mit den beiden Bataillonen des Infanterieregiments Sachsen-Coburg-Gotha zwei Geschützen und einer Eskadron des magdeburgischen Dragonerregiments Nr. 6 Hundheim besetzen.
Im Wald östlich des Tiefentaler Hofes kam es zu einem ersten Schusswechsel zwischen der magdeburgischen Kavallerie und badischer Infanterie. Die Coburger Infanterie wendete sich nun gegen den Birkhof. In dem dort liegenden Waldgebiet Hintere Stauden kam es zu einem lebhaften Feuergefecht. Mit Hilfe ihrer Geschütze konnten die Coburger das 2. Bataillon des 5. badischen Regiments in Richtung Ernsthof zurückdrängen. Die magdeburgische Reiterei wollte nun der badischen Infanterie nachsetzen. Inzwischen war jedoch das 1. Bataillon des 5. Regiments auf dem Gefechtsfeld und aus Hundheim kamen weitere Einheiten der 1. Brigade. Fabeck zog Reiterei und Artillerie in die Ausgangsstellungen zurück und sammelte auch seine Infanterie beim Tiefentaler Hof, wo er sich auf die Verteidigung seiner Stellung beschränkte. Die Badener beschossen diese Stellungen eine Weile mit ihrer Artillerie, begannen aber keinen Gegenangriff.

## Folgen
Prinz Alexander sandte der badischen Division nicht die gewünschte Verstärkung, da er aus Richtung Walldürn ebenfalls größere preußische Verbände erwartete. Die badische Division wurde noch in der Nacht nach Külsheim zurück beordert und ging am folgenden Tag nach Werbach. Das gesamte VIII. Armeekorps zog sich hinter die Tauberlinie zurück.

## Kleindenkmale

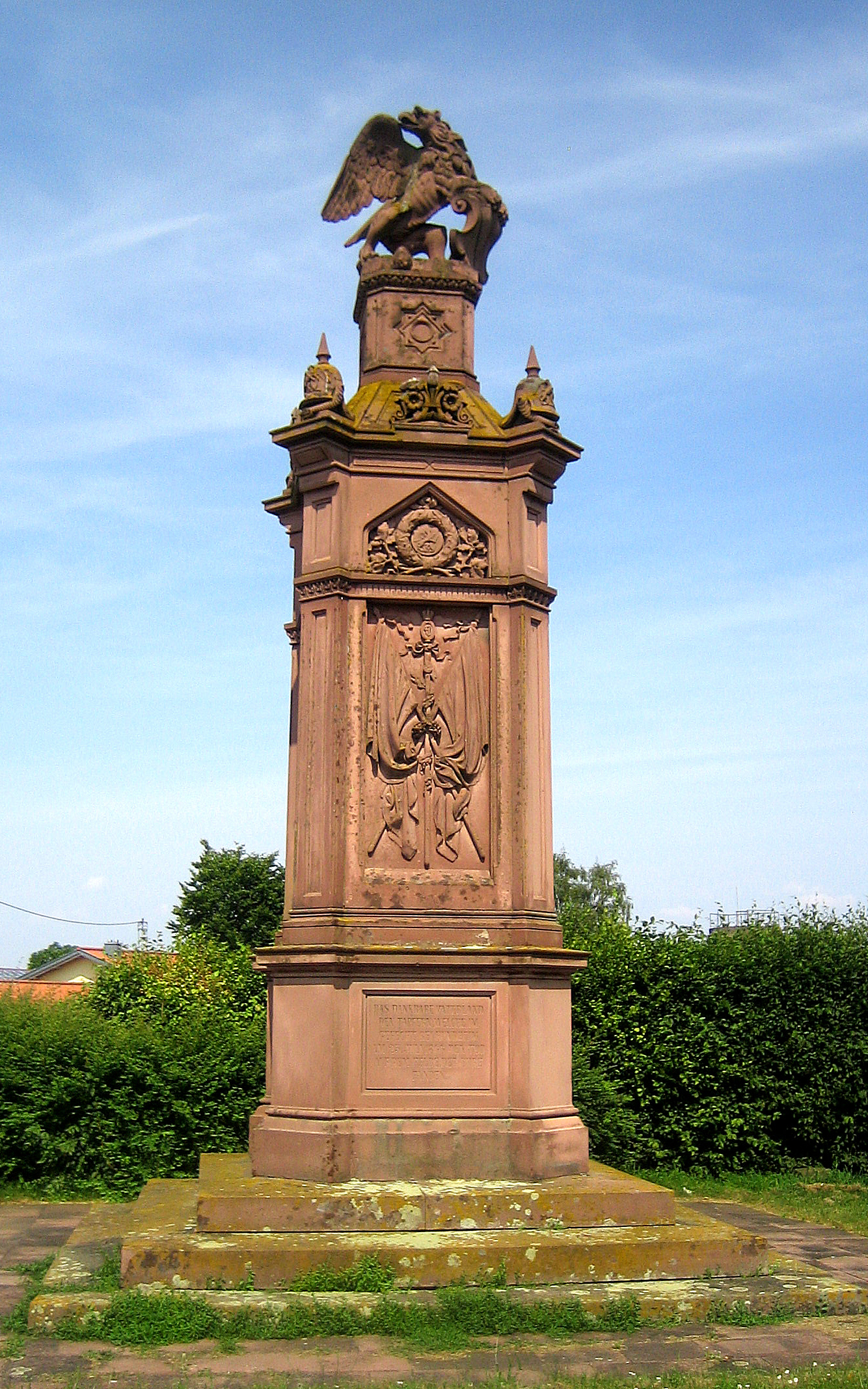
Denkmal für die gefallenen badischen Soldaten an der "Denkmalsiedlung" bei Hundheim
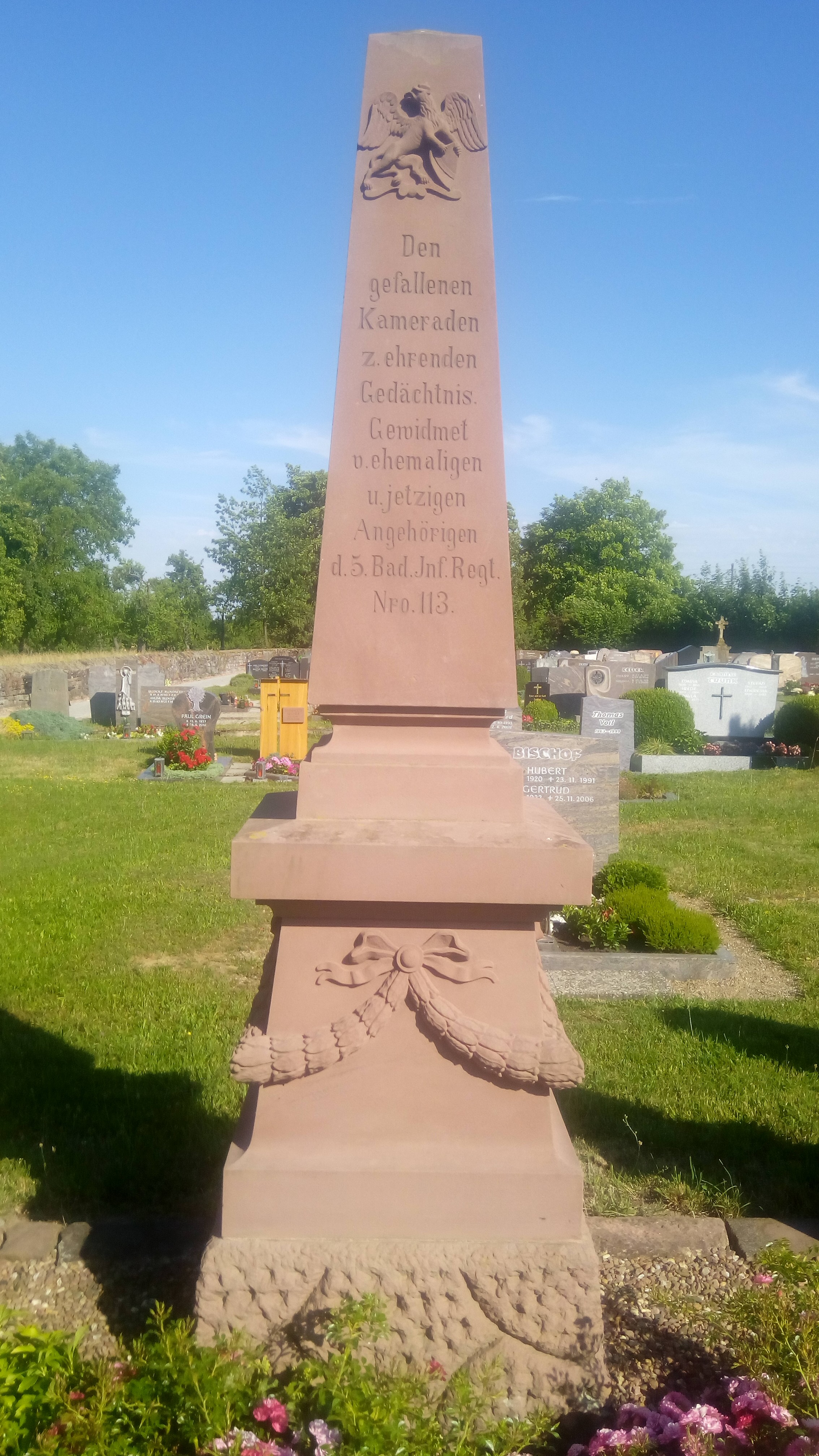
Denkmal im Friedhof Hundheim
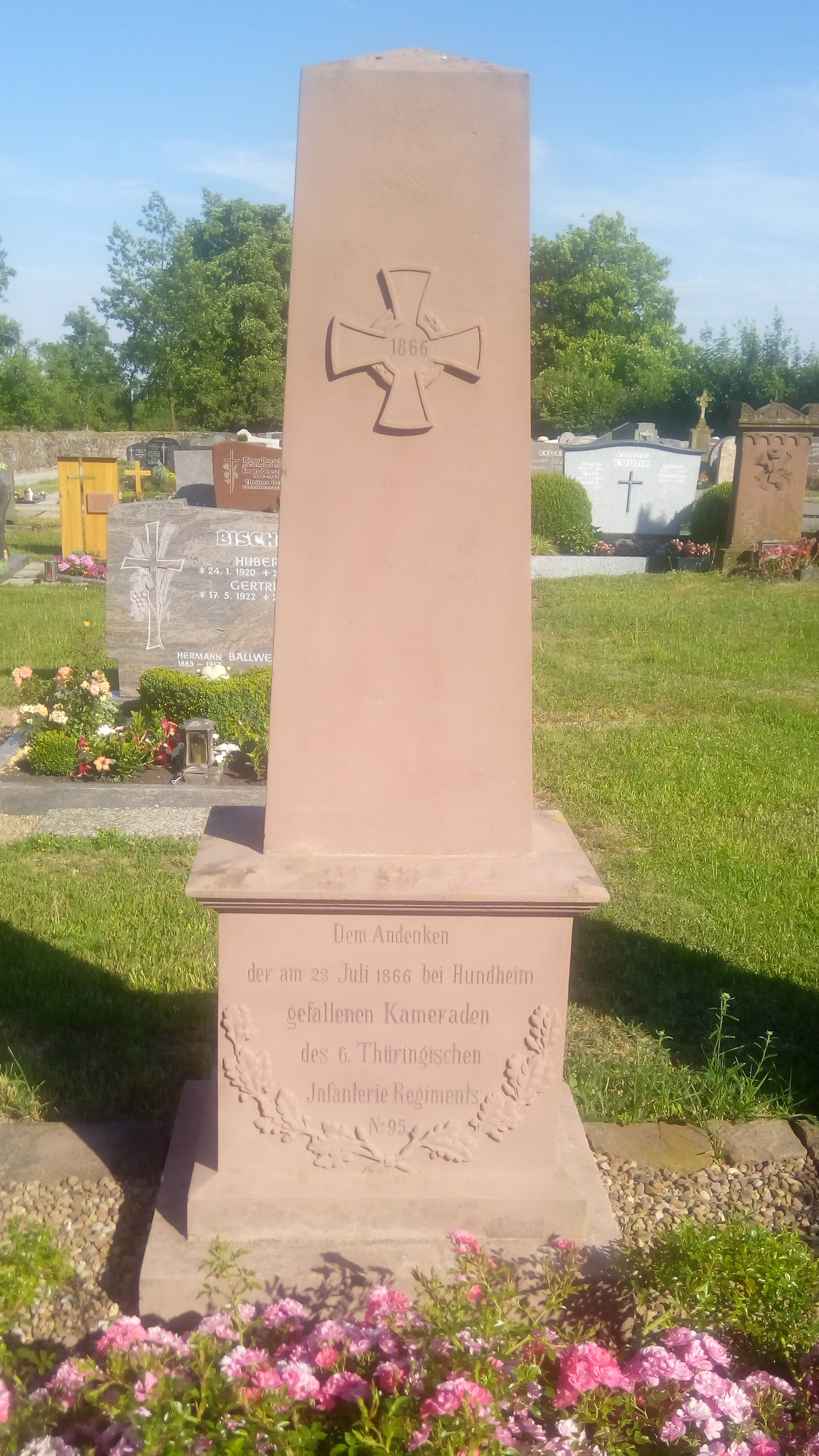
Denkmal im Friedhof Hundheim
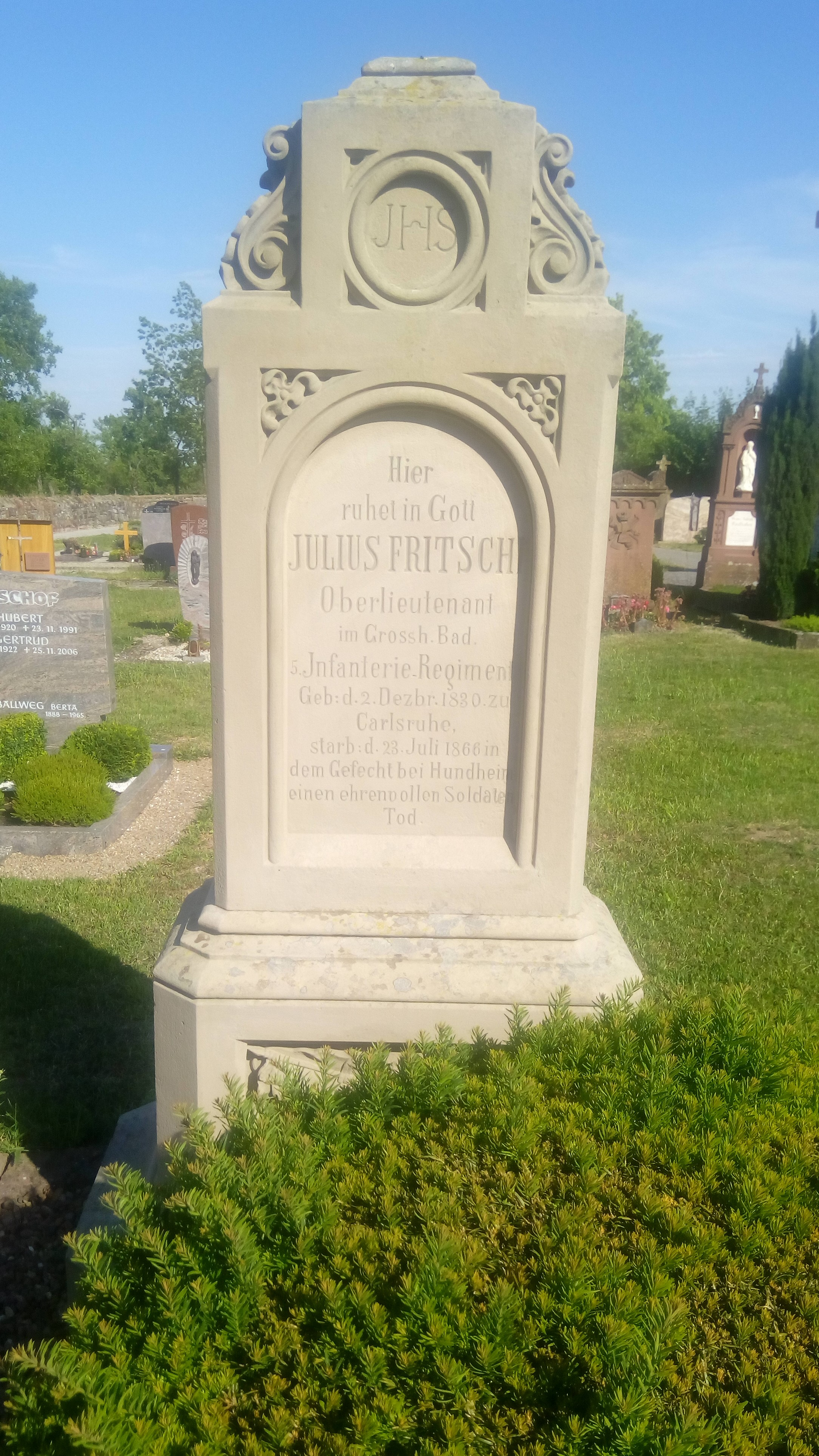
Soldatengrab im Friedhof Hundheim
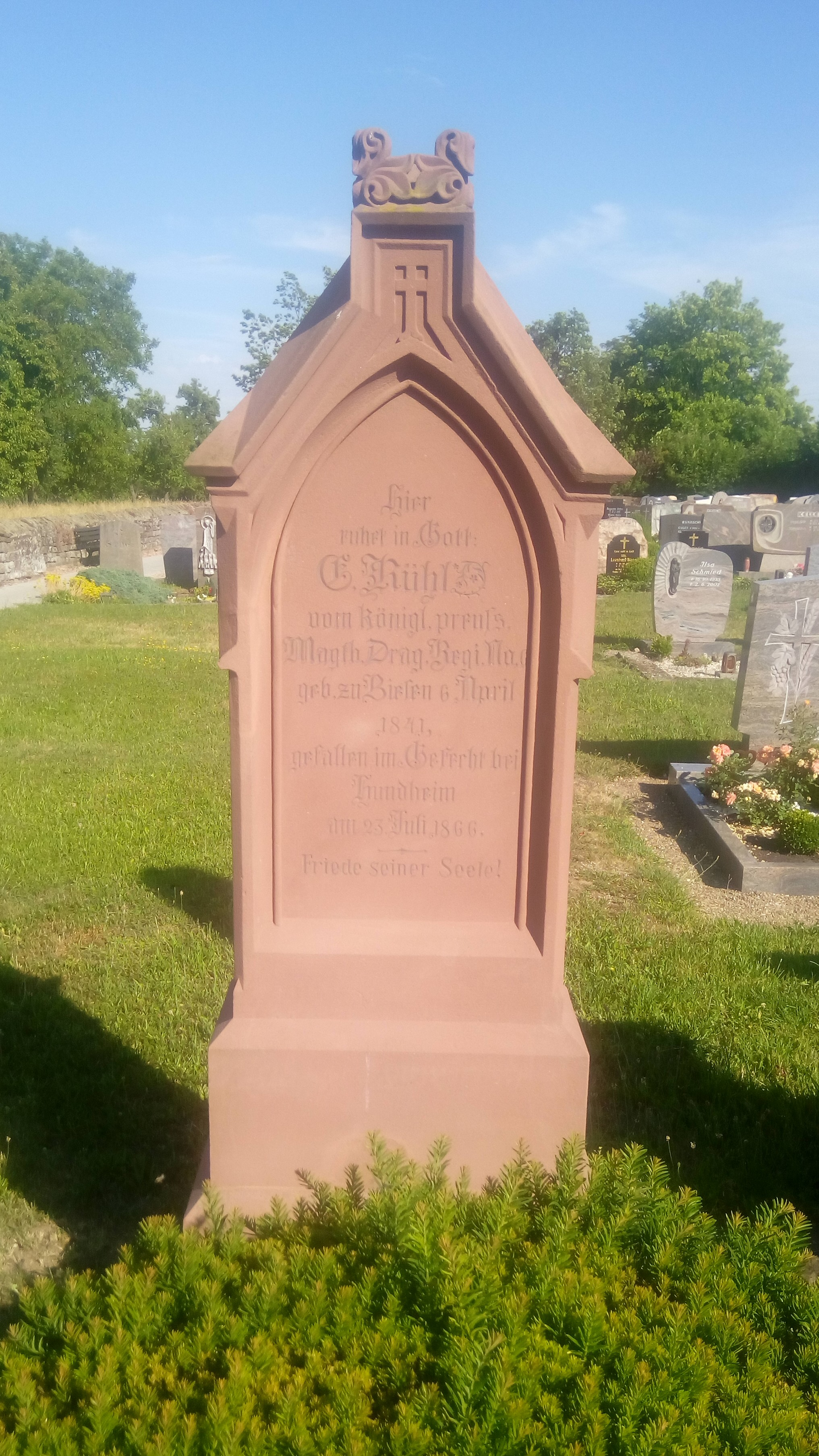
Soldatengrab im Friedhof Hundheim
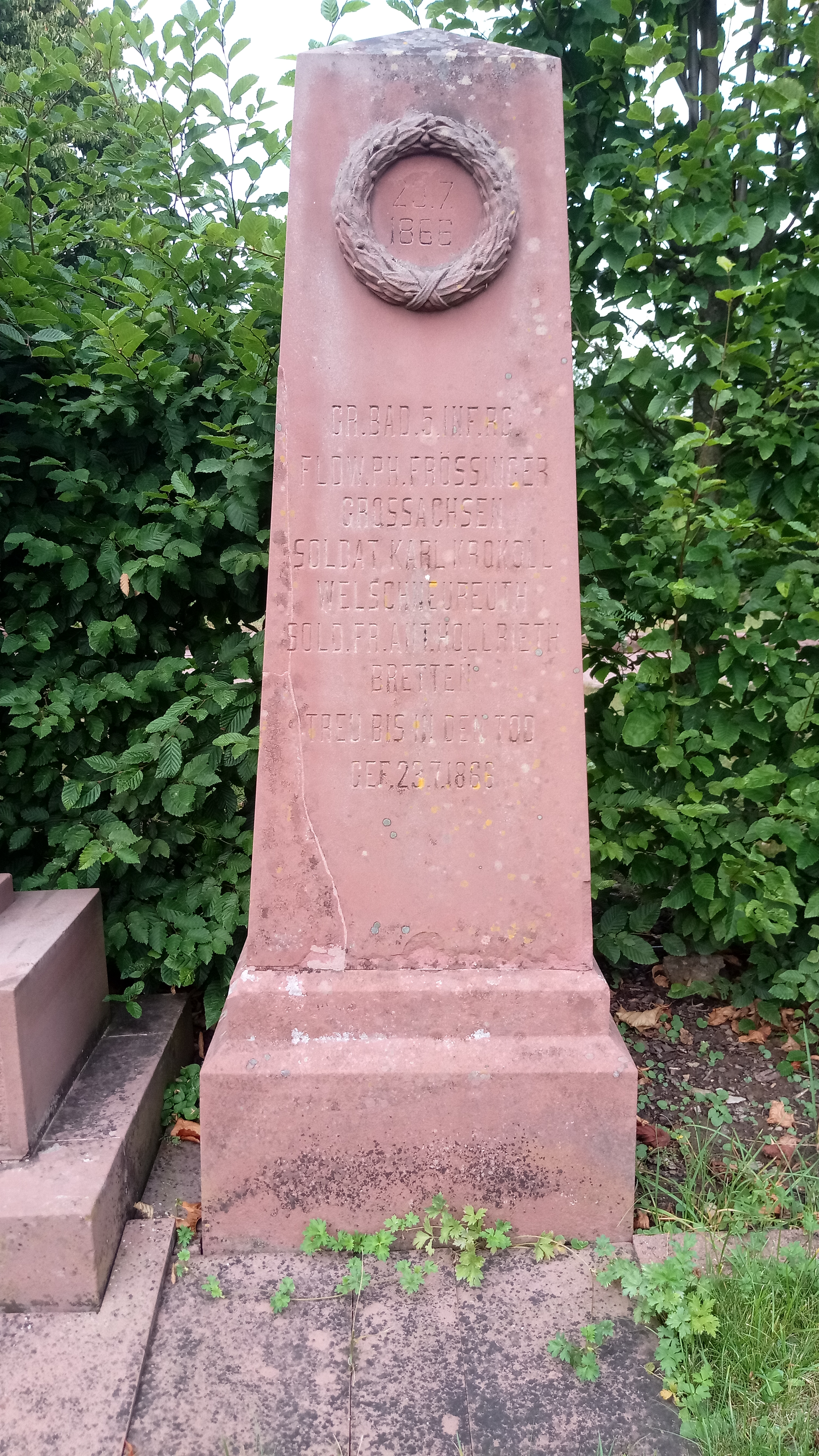
Grabstätte dreier badischer Soldaten auf dem Sonderrieter Friedhof
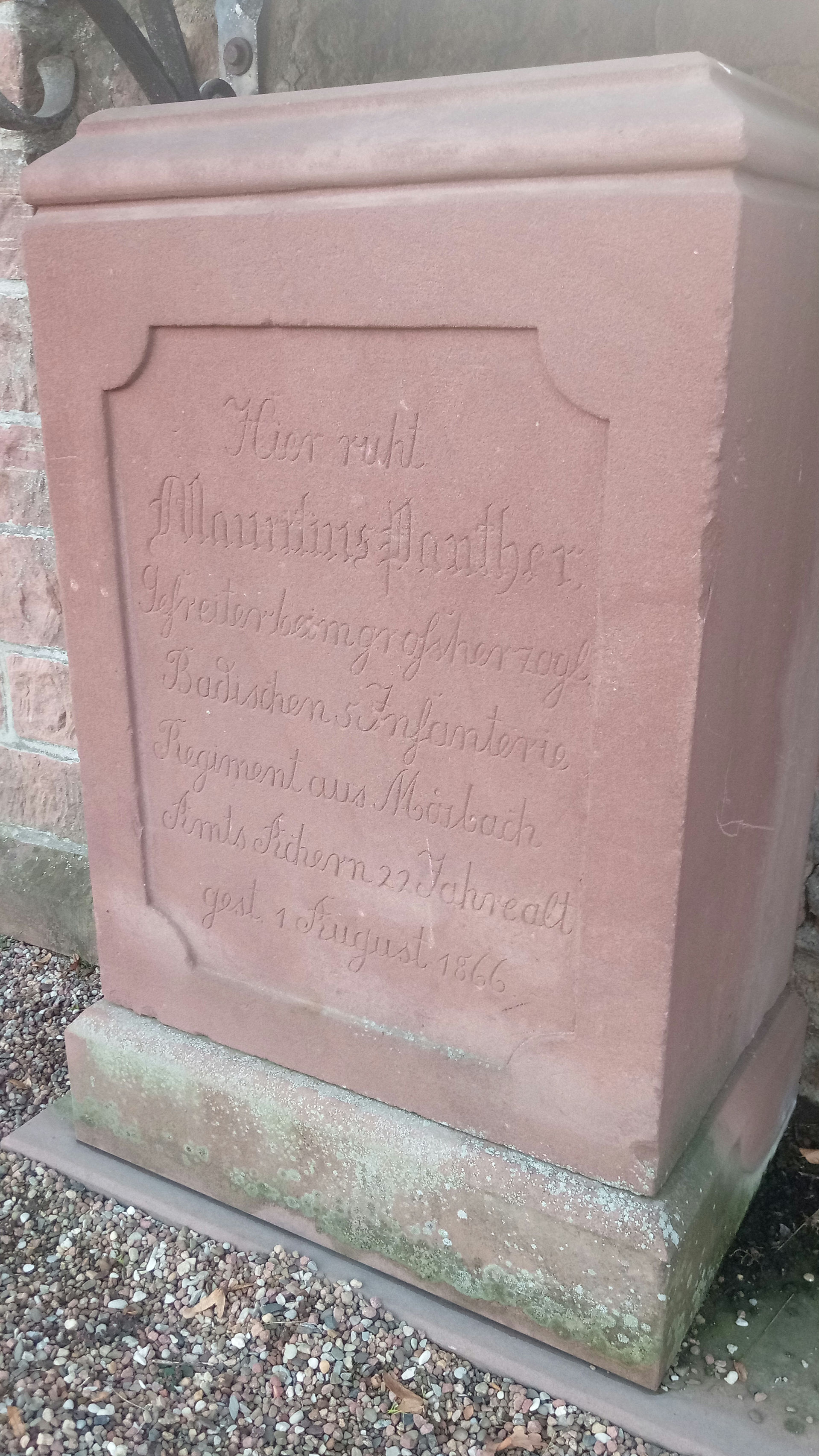
Grabstein des badischen Gefreiten Panther auf dem Katholischen Friedhof Kleinheubach